# Dysert O’Dea

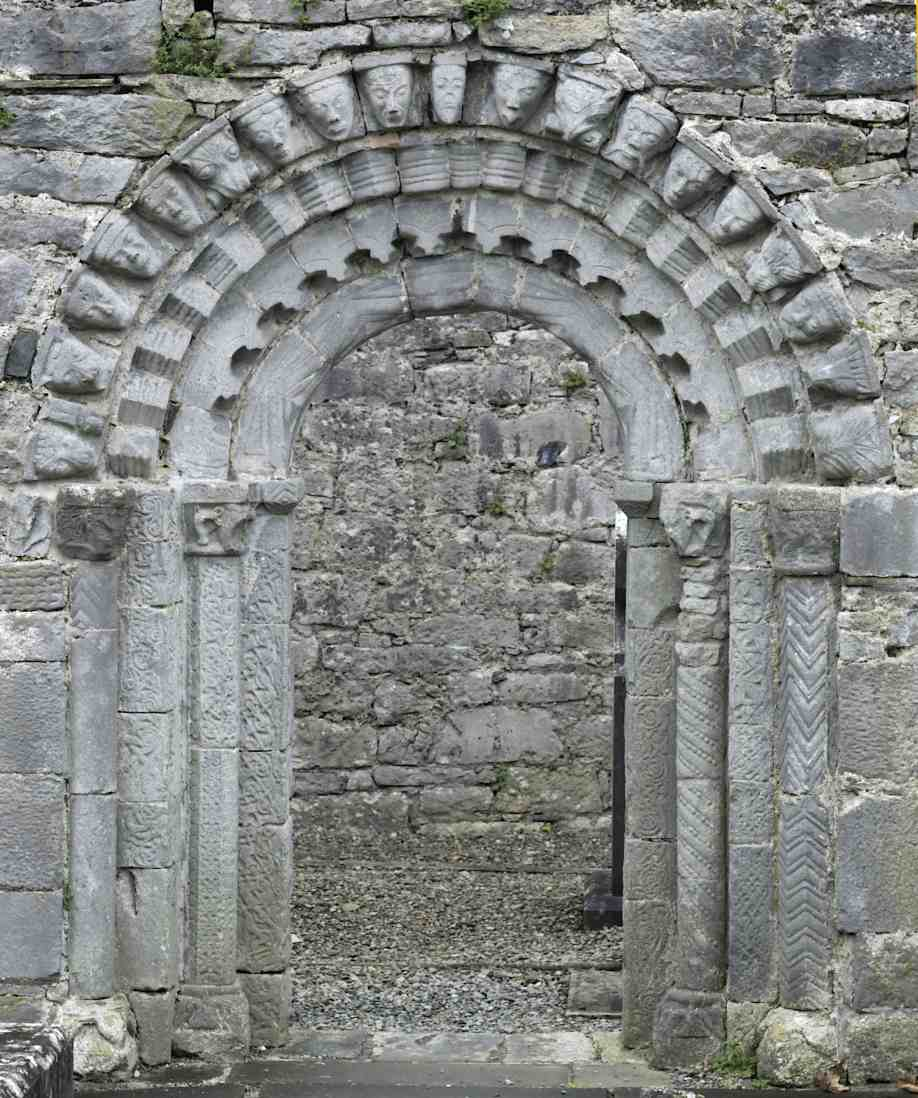
Portal mit Menschenmasken

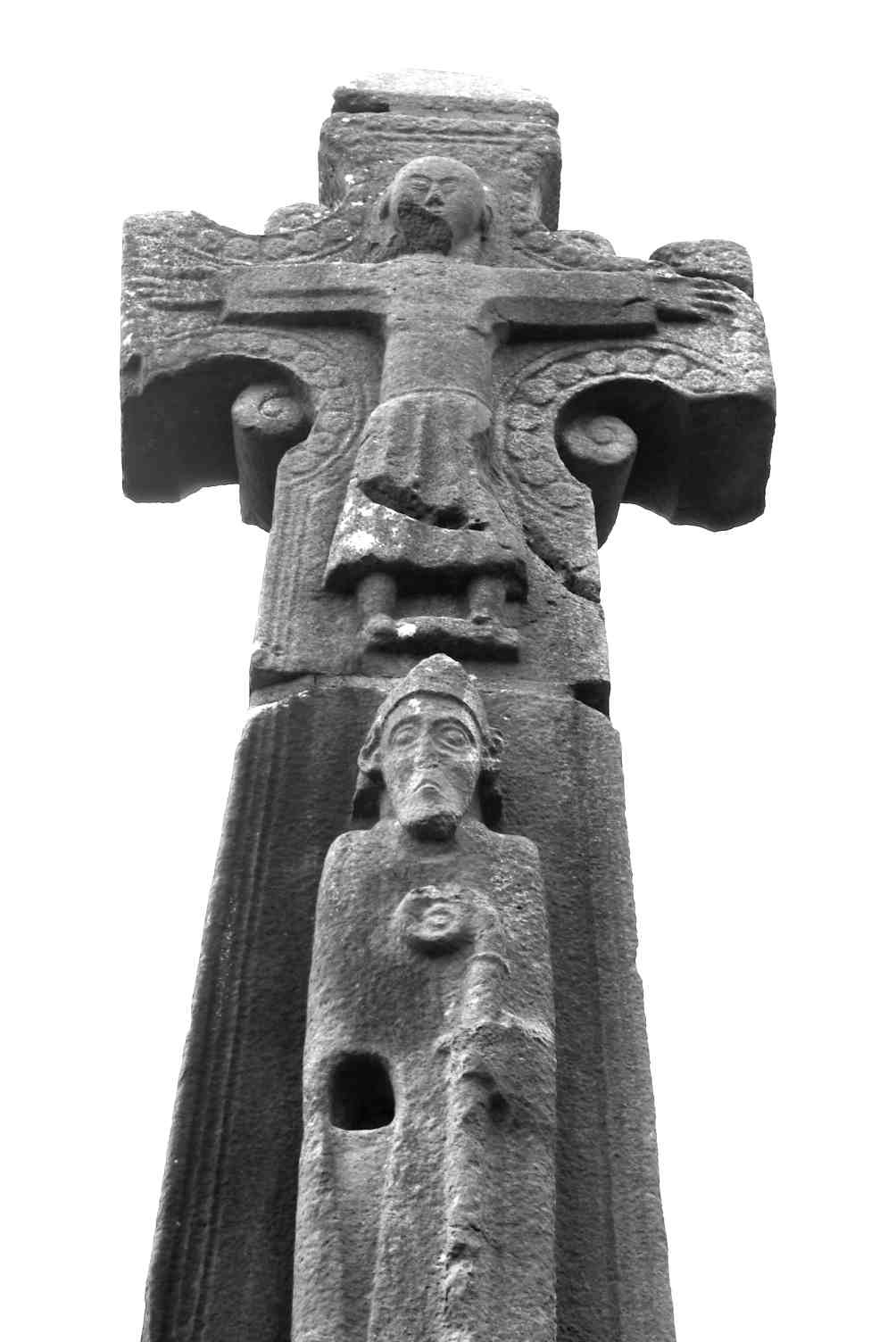
Das Keltische Hochkreuz

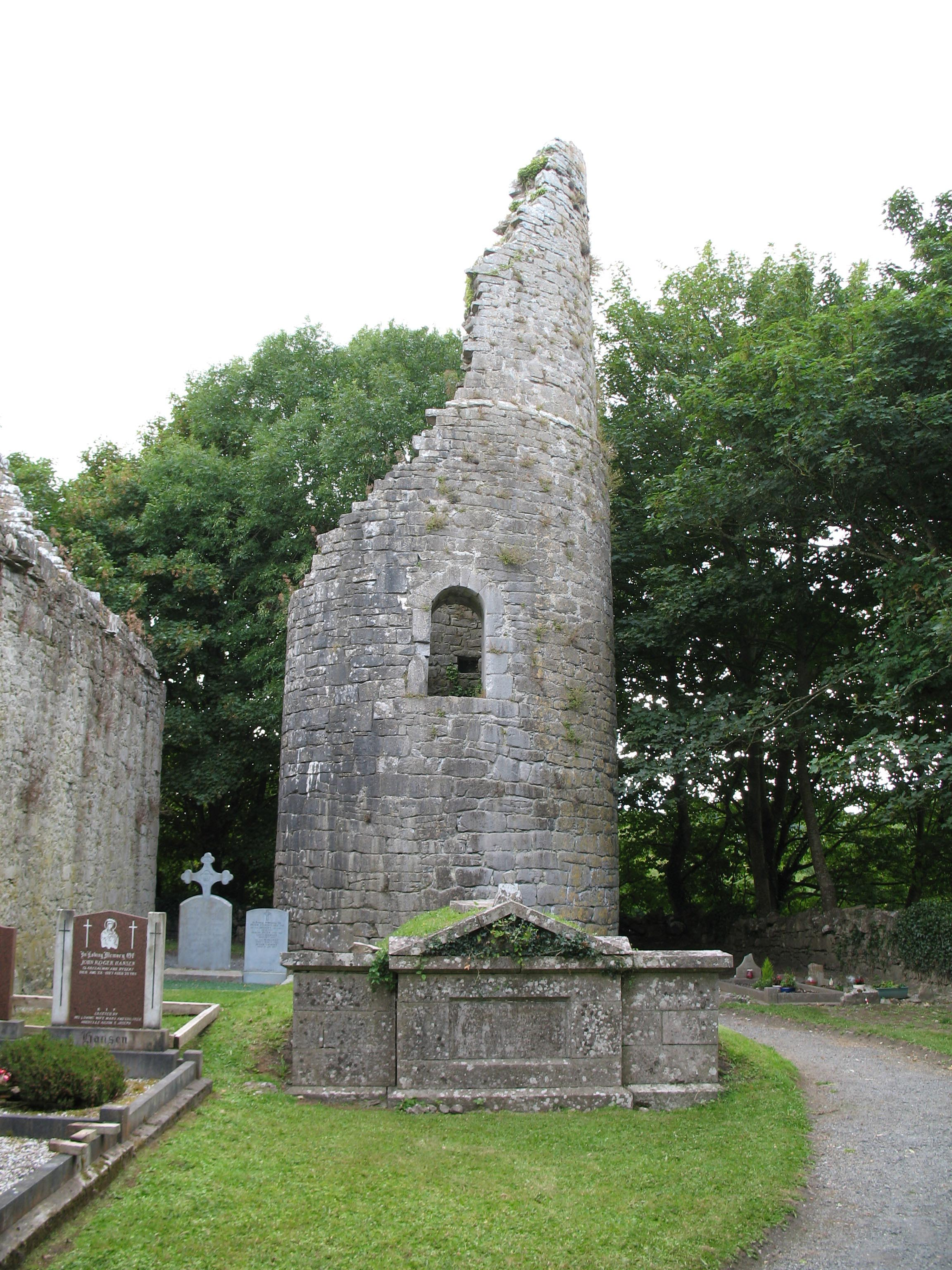
Rundturmstumpf

Dysert O’Dea (irisch An Díseart, Díseart Uí Dheághaidh, oder Díseart Tála) ist eine Kirchenruine nahe Corofin, acht Kilometer nordwestlich von Ennis südöstlich des Burren im County Clare in Irland. Die Ruine und der als Stumpf erhaltene Rundturm befinden sich an der Stelle der alten Einsiedelei des St. Tola, der 734 n. Chr. starb. 
Der Clan der O’Dea gab dem Ort seinen Namen. Das Oberhaupt des Clans war ein gewisser Déaghaidh, auf den in Geoffrey Keatings „History of Irland“ unter der Jahreszahl 934 n. Chr. verwiesen wird. Er war für die Rettung von Cellachán Caisil, (anglisiert Callaghan) dem König von Munster verantwortlich, den er bei Dundalk vor dem Abtransport auf einem Wikingerschiff bewahrte.

## Die Kirche
Die heutige romanischen Kirche stammt aus dem 13. Jahrhundert. Sie hat ein Mittelschiff und einen Chor mit schlichtem Bogen und einigen dekorativen Lanzettfenstern. Das Westportal (ohne Giebelfelddekor) stammt von einem Vorgängerbau aus dem 12. Jahrhundert. Später verfiel die Kirche. Im Jahre 1683 wurden einige Ecksteine der Kirche als Sockelsteine für die Aufrichtung des Hochkreuzes im östlich angrenzenden Feld benutzt und die Ruine in ihrer gegenwärtigen Form rekonstruiert. Die Lanzettfenster im westlichen Giebel wurden versetzt.

## Das Portal
Das romanische Portal, mit seinen als Rundbogen angeordneten, mongoloid wirkenden menschlichen Masken und Tiergesichtern gilt als der künstlerische Höhepunkt der Ruine. Es wurde in die Südmauer verlegt und die Kanzel von der immer noch einige Teile original sind, wurde entsprechend ihrem Zustand im 13. Jahrhundert rekonstruiert. Nahe der Außenseite des Türportals steht ein mittelalterlicher Grabstein mit der Inschrift: “This tomb was erected by Michael O’Dea of Disert, son of Conor Crone O’Dea, the second day of May, in the year of our Lord 1684, wherein was interred Joan Dea, alias Butler, wife of the said Michael O’Dea, the eleventh of November following”. Zu deutsch: “Diese Grabstätte wurde von Michael O'Dea von Disert errichtet, Sohn des Conor Crone O'Dea, zweiter Mai im Jahr unseres Herrn 1684, worin beerdigt er auch Joan Dea, alias Butler, Frau des Michaels O'Dea, am 11. November des Jahres”.

## Das Hochkreuz
In dem Feld, 60 m östlich der Kirche, steht ein Hochkreuz aus dem 12. Jahrhundert, das 1683 an dieser Stelle von Conor O’Dea wieder errichtet wurde. Es ähnelt dem Kreuz von Kilfenora und trägt auf der Ostseite nur eine Darstellung der Kreuzigung und des Bischofs St. Tola (mit Krummstab), während Basis und Westseite ornamentales Design sowie Tier- und Menschendarstellungen zeigen. Es ist vermutlich aus zwei ehemaligen Kreuzen zusammengesetzt. Der für Keltenkreuze typische Ring fehlt. Die Darstellungen haben gewisse Ähnlichkeit mit denen des skandinavischen Ringerikestils.

## Der Rundturm
In der Nähe der Nordwestecke der Kircheneinhegung, nahe beim Kirchenbau stehen die immer noch beträchtlichen Reste eines restaurierten Rundturm, der vermutlich zeitgleich mit der Kirche errichtet wurde. Im 16. Jahrhundert wurden die schmalen Schlitze und das hohe Fenster auf der Westseite eingebaut.

## Das Turmhaus
Unweit des Kreuzes steht das 1480 von Diarmuid O’Dea erbaute Tower House (auch „Gaelic tower-house“ genannt) „Dysert O’Dea Castle“, das 1651 von Oliver Cromwells Truppen zerstört wurde. Heute ist es als Museum eingerichtet.
Nur wenige Kilometer nördlich steht ein weiteres restauriertes Turmhaus „Ballyportry Castle“, das man, ähnlich wie Smithstown bei Kilfenora mieten kann. Seine Sheela-na-Gig ist heute im Museum von Ennis. Am Originalplatz zu sehen ist jedoch (fünf Kilometer entfernt) die Sheela von Killinaboy.

## Die Schlacht von Dysert O’Dea

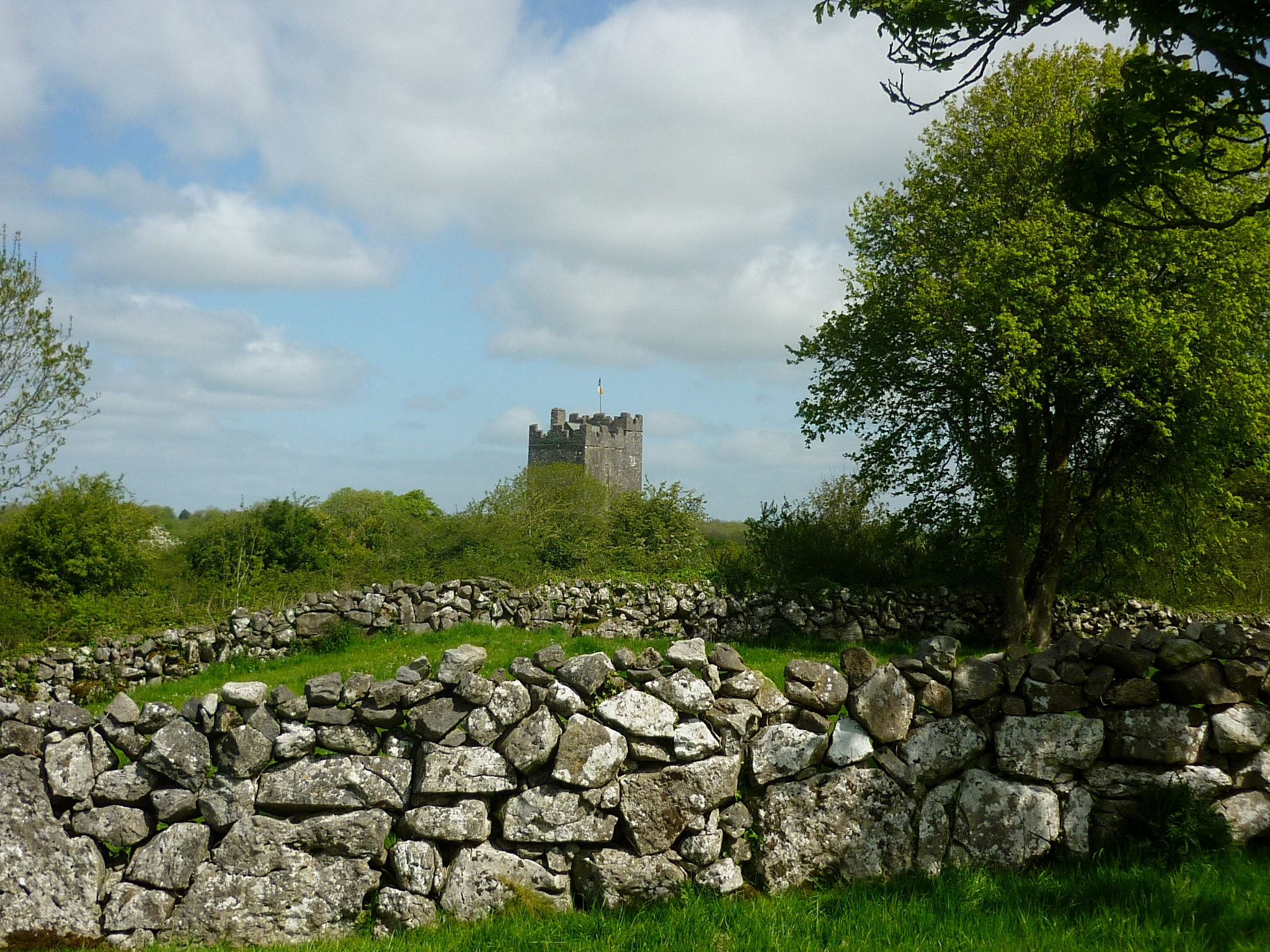
Burg von Dysert O'Dea

In der Schlacht von Dysert O’Dea, die im Jahre 1318 zwischen den Truppen des anglo-irischen Barons Richard de Clare, Lord of Thomond im Rahmen der so genannten Bruce Wars geführt wurde, der den Widerstand seines Clans und den der O’Connors, O’Hehirs, MacNamaras und O’Brians befehligte, siegten die Clans und konnten damit bis zum Jahre 1570 alle Ansprüche auf die heutige Grafschaft Clare abweisen. Richard de Clare und seine Söhne fielen.
Die nordöstlich des Turmhauses ausgefochtene Schlacht gehört als letzte in den Kanon der  „Irish Bruce Wars“, die zwischen 1315 und 1318 stattfanden. Edward Bruce, der Bruder des schottischen Königs Robert the Bruce, überfiel Irland und wurde 1316 Hochkönig. Sein Ziel war die Schaffung eines keltischen Reiches. Edward fiel ebenfalls 1318, in der Schlacht bei Faughart im County Louth.
Zwei Kilometer östlich liegt ein stillgelegtes Gräberfeld mit Namen Mainister-na-stratha-dhubhé, das heißt: das Kloster des Schwarzen Rasens, eine Heilige Quelle und ein Steinfort.